# Michael Hall
Michael Carlyle Hall (sinh ngày 1 tháng 2 năm 1971) là một diễn viên người Mỹ. Anh được biết đến qua những vai như Dexter Morgan trong loạt phim Dexter, David Fisher trong Six Feet Under. Năm 2010, Hall thắng một giải Quả cầu vàng và một giải SAG cho diễn xuất của mình trong Dexter.

## Giải thưởng và đề cử
| Năm  | Giải thưởng                           | Hạng mục                                                  | Đối tượng đề cử       | Kết quả   |
| ---- | ------------------------------------- | --------------------------------------------------------- | --------------------- | --------- |
| 2002 | American Film Institute Awards        | Male Actor of the Year in a Television Series             | Six Feet Under        | Đề cử     |
| 2002 | Primetime Emmy Awards                 | Outstanding Lead Actor in a Drama Series                  | Six Feet Under        | Đề cử     |
| 2002 | Screen Actors Guild Awards            | Outstanding Performance by an Ensemble in a Drama Series  | Six Feet Under        | Đề cử     |
| 2003 | Screen Actors Guild Awards            | Outstanding Performance by an Ensemble in a Drama Series  | Six Feet Under        | Đoạt giải |
| 2004 | Screen Actors Guild Awards            | Outstanding Performance by an Ensemble in a Drama Series  | Six Feet Under        | Đoạt giải |
| 2005 | Monte-Carlo Television Festival       | Outstanding Actor in a Drama Series                       | Six Feet Under        | Đoạt giải |
| 2005 | Screen Actors Guild Awards            | Outstanding Performance by an Ensemble in a Drama Series  | Six Feet Under        | Đề cử     |
| 2006 | Satellite Awards                      | Best Actor – Television Series Drama                      | Dexter                | Đề cử     |
| 2006 | Screen Actors Guild Awards            | Outstanding Performance by an Ensemble in a Drama Series  | Six Feet Under        | Đề cử     |
| 2007 | Golden Globe Awards                   | Best Actor – Television Series Drama                      | Dexter                | Đề cử     |
| 2007 | Satellite Awards                      | Best Actor – Television Series Drama                      | Dexter                | Đoạt giải |
| 2007 | Saturn Awards                         | Best Actor on Television                                  | Dexter                | Đoạt giải |
| 2007 | Screen Actors Guild Awards            | Outstanding Performance by a Male Actor in a Drama Series | Dexter                | Đề cử     |
| 2007 | Television Critics Association Awards | Individual Achievement in Drama                           | Dexter                | Đoạt giải |
| 2008 | Astra Awards                          | Favorite International Personality or Actor               | Dexter                | Đề cử     |
| 2008 | Golden Globe Awards                   | Best Actor – Television Series Drama                      | Dexter                | Đề cử     |
| 2008 | Primetime Emmy Awards                 | Outstanding Lead Actor in a Drama Series                  | Dexter                | Đề cử     |
| 2008 | Satellite Awards                      | Best Actor – Television Series Drama                      | Dexter                | Đề cử     |
| 2008 | Saturn Awards                         | Best Actor on Television                                  | Dexter                | Đề cử     |
| 2008 | Screen Actors Guild Awards            | Outstanding Performance by a Male Actor in a Drama Series | Dexter                | Đề cử     |
| 2009 | Golden Globe Awards                   | Best Actor – Television Series Drama                      | Dexter                | Đề cử     |
| 2009 | Primetime Emmy Awards                 | Outstanding Lead Actor in a Drama Series                  | Dexter                | Đề cử     |
| 2009 | Saturn Awards                         | Best Actor on Television                                  | Dexter                | Đề cử     |
| 2009 | Screen Actors Guild Awards            | Outstanding Performance by a Male Actor in a Drama Series | Dexter                | Đề cử     |
| 2009 | Screen Actors Guild Awards            | Outstanding Performance by an Ensemble in a Drama Series  | Dexter                | Đề cử     |
| 2010 | Golden Globe Awards                   | Best Actor – Television Series Drama                      | Dexter                | Đoạt giải |
| 2010 | Monte-Carlo Television Festival       | Outstanding Actor in a Drama Series                       | Dexter                | Đoạt giải |
| 2010 | Primetime Emmy Awards                 | Outstanding Lead Actor in a Drama Series                  | Dexter                | Đề cử     |
| 2010 | Satellite Awards                      | Best Actor – Television Series Drama                      | Dexter                | Đề cử     |
| 2010 | Saturn Awards                         | Best Actor on Television                                  | Dexter                | Đề cử     |
| 2010 | Screen Actors Guild Awards            | Outstanding Performance by a Male Actor in a Drama Series | Dexter                | Đoạt giải |
| 2010 | Screen Actors Guild Awards            | Outstanding Performance by an Ensemble in a Drama Series  | Dexter                | Đề cử     |
| 2011 | Golden Globe Awards                   | Best Actor – Television Series Drama                      | Dexter                | Đề cử     |
| 2011 | Monte-Carlo Television Festival       | Outstanding Actor in a Drama Series                       | Dexter                | Đề cử     |
| 2011 | Primetime Emmy Awards                 | Outstanding Drama Series                                  | Dexter                | Đề cử     |
| 2011 | Primetime Emmy Awards                 | Outstanding Lead Actor in a Drama Series                  | Dexter                | Đề cử     |
| 2011 | Saturn Awards                         | Best Actor on Television                                  | Dexter                | Đề cử     |
| 2011 | Screen Actors Guild Awards            | Outstanding Performance by a Male Actor in a Drama Series | Dexter                | Đề cử     |
| 2011 | Screen Actors Guild Awards            | Outstanding Performance by an Ensemble in a Drama Series  | Dexter                | Đề cử     |
| 2012 | Primetime Emmy Awards                 | Outstanding Lead Actor in a Drama Series                  | Dexter                | Đề cử     |
| 2012 | Saturn Awards                         | Best Actor on Television                                  | Dexter                | Đề cử     |
| 2012 | Screen Actors Guild Awards            | Outstanding Performance by a Male Actor in a Drama Series | Dexter                | Đề cử     |
| 2013 | Saturn Awards                         | Best Actor on Television                                  | Dexter                | Đề cử     |
| 2014 | Drama Desk Awards                     | Outstanding Ensemble Performance                          | The Realistic Joneses | Đoạt giải |
| 2016 | Lucille Lortel Awards                 | Outstanding Lead Actor in a Musical                       | Lazarus               | Đề cử     |
| 2016 | Drama League Awards                   | Distinguished Performance                                 | Lazarus               | Đề cử     |
| 2016 | Drama Desk Awards                     | Outstanding Lead Actor in a Musical                       | Lazarus               | Đề cử     |
| 2017 | WhatsOnStage Awards                   | Best Actor In A Musical                                   | Lazarus               | Đề cử     |